# MSG-4
O MSG-4, também conhecido por Meteosat 11, é um satélite meteorológico geoestacionário europeu construído pela Alcatel Space. Ele é operado pela Agência Espacial Europeia (ESA) em conjunto com a EUMETSAT.

## Lançamento
O satélite foi lançado com sucesso ao espaço em 15 de julho de 2015, às 21:42 UTC, por meio de um veículo Ariane-5, a partir do Centro Espacial de Kourou, na Guiana Francesa, juntamente com o satélite StarOne C4. Ele tinha uma massa de lançamento de 2000 kg.